# Felix på stora apön
Felix på stora apön är en serieberättelse om Felix av Jan Lööf.

## Handling
En dag hittar Alf (som senare skulle byta namn till Felix) en papegoja. Han tar henne till en veterinär. Papegojan visar sig kunna tala och berättar att hon kommer från en ö i Söderhavet som heter Stora apön. Papegojan berättar också att hon är jagad av en skurk som heter Halmhatten och som jobbar åt kapten Lurifaxus.
Just då kommer Halmhatten till veterinären och tillfångatar veterinären och Alf. Papegojan Sara, Alf och en pojke som jobbade åt Halmhatten, flyr. Halmhatten tar en båt till Söderhavet och tar med sig veterinären. Alf och pojken, som heter Johan, bygger en båt och följer efter Halmhatten. Johan och Alf åker till en ö som ligger nära Stora apön. De träffar infödingar som har kapten Karlsson som kung. Kapten Karlsson äger Sara.
En av kapten Karlssons spioner berättar att kapten Lurifaxus har tvingat apor att bära vapen och han har gjort en hel armé av apor, och med dem tänker han ta över alla öar i Söderhavet. Alf, Johan, kapten Karlsson och Sara sätter fast kapten Lurifaxus och Halmhatten.